# 2006 DD1
2006 DD1 je planetka patřící do Apollonovy skupiny a také mezi křížiče Marsu. Její dráha však prozatím není definitivně stanovena, proto jí nebylo dosud přiděleno katalogové číslo. 

## Popis objektu
Vzhledem k tomu, že byla pozorována pouze krátce během mimořádného přiblížení k Zemi, nestihli astronomové provést spektroskopický výzkum. Proto o jejím chemickém složení není nic známo. Její průměr je odhadován na základě hvězdné velikosti a protože není známo ani albedo jejího povrchu, je proto značně nejistý.

## Historie
Planetku objevil 22. února 2006 kolem 06:22 světového času (UTC) 0,68metrovým Schmidtovým dalekohledem s kamerou CCD v rámci programu Catalina Sky Survey astronom R. Hill. Následujícího dne v 06:56 UTC prolétla v minimální vzdálenosti 117,5 tis. km od středu Země. Zařadila se tak v pomyslném žebříčku na 7. místo nejbližších průletů planetek.

## Výhled do budoucnosti
Ze znalosti současných elementů dráhy planetky vyplývá, že minimální vypočítaná vzdálenost mezi její drahou a dráhou Země činí 57 tis. km. Přestože patří k blízkozemním planetkám, nemůže v dohledné době Zemi ohrozit. V tomto století se sice vrátí do blízkosti Země třikrát, a to v létech 2013, 2058 a 2079, ale nikdy se nepřiblíží více než na 12,5 mil. km.